# بايكتشي اللاحقة
كانت مملكة هوبايكتشي أو بايكتشي اللاحقة (بالكورية: 후백제) أحد ممالك كوريا الثلاث اللاحقة، إلى جانب مملكتي غوغوريو وشلا. تأسست رسميًا من قِبل قائد قوات شلا المتمرد جيون هون عام 900، وخضعت لجيش ملك غوريو، وانغ غون، عام 936. كانت عاصمتها في مدينة جيونجو، في مقاطعة جولا الشمالية (في يومنا الحالي). تأتي معظم المعلومات المتاحة الآن حول المملكة من روايات وُجدت في سامغنغ يُسّا (تذكارات الممالك الثلاث) وسامغنغ ساغي (تاريخ الممالك الثلاث)، المتطابقة إلى حد كبير.

## خلفية تاريخية
عندما بدأ الأمر بهجوم جيون هون على مدينة موجينجو عام 892، كانت ثورته واحدة من بين ثورات عديدة اندلعت ضد حكام شلا الضعفاء في أواخر القرن التاسع. أُثيرت العديد من هذه الثورات في الأصل بسبب قرار مملكة شلا باستخدام القوة لجمع الضرائب المفروضة على الفلاحين عام 889. في ذلك الوقت كانت معظم القوة على شبه الجزيرة في حوزة طبقة الأعيان المحلية، الذين يفتقدون لشعور الولاء القوي تجاه الحكومة المركزية. ولذلك كان من السهل نسبيًا على الثوار المُقادين بضباط الجيش المتمردين، نيل الاندفاع اللازم.
باسمها، سعت مملكة هوبايكتشي إلى تأسيس نفسها كالوارث الشرعي لمملكة بايكتشي القديمة التي حكمت جنوب غرب شبه الجزيرة الكورية لحين احتلالها من قِبل مملكة شلا عام 660.

## الشؤون الداخلية
في جميع سنوات وجودها عدا السنة الأخيرة، حُكمت هوبايكتشي من قِبل جيون هون، وكان لأسلوبه الشخصي في الحكم الدور الرئيسيّ في مصير المملكة.
بعد إعلان نفسه ملكًا، اتخذ جيون هون لنفسه عدة زوجات، ويُقال بأنه امتلك 10 أبناء منهن بالإضافة إلى أبنائه الثمانية من زوجته الأولى. أرسى هذا الأمر الأساس للصراع الذي أنهى وجود المملكة.
في عام 935، فضّل جيون هون ابنه الرابع غومغانغ على أبنائه الأكبر، ليكون ولي عهد مملكة هوبايكتشي. نتيجة لذلك، سجنَ الابنُ الأكبر، سينغوم، متآمرًا مع أشقائه، والده في معبد غومسانسا في مدينة غيمجي. قتل سينغوم الأمير غومغانغ وأخذ العرش لنفسه. على أي حال، تمكن جيون هون من الهرب إلى غوريو.

## الشؤون العسكرية
لمعظم سنوات وجودها، كانت مملكة هوبايكتشي مضطربة بسبب غارات وانغ غون البحرية في منطقة ناجو. نجحت هذه الغارات بعرقلة الروابط التجارية والدبلوماسية مع ممالك جنوب الصين.
امتلكت هوبايكتشي قوة عسكرية كبيرة، ويكتب لي عن جيون هون أن «غانغ يي ووانغ غون لم يقفا في طريقه، وإلا لوجد بالتأكيد بعض الصعوبات في إسقاط مملكة شلا». أظهرت هوبايكتشي قوتها الأكبر عام 927. في تلك السنة هاجمت جيوشها ونهبت عاصمة شلا في غيونغجو، وذبحت الملك جيونغاي ونصّبت الملك جيونغسان كحاكمٍ. قبل الهجوم، كانت شلا قد أرسلت طلبًا للمساعدة من مملكة غوريو، ووصل وانغ غون مع جيش كبير بعد وقت قصير من أخذ مدينة غيونغجو. التقى الجيشان قرب جبل بالغونغ في المدينة المعروفة اليوم باسم دايغو. أُفيد بأن تعداد قوات وانغ غون في المعركة كان 10,000 رجل. انتصرت مملكة هوبايكتشي، وهرب وانغ غون بنفسه فقط، بفضل التضحية الذاتية الجريئة لجنراله شين سانغ-جيوم وكيم ناك.
على أي حال، حين التقى الجيشان مرة أخرى في معركة غوتشانغ قرب مدينة آندونغ عام 930، حققت مملكة غوريو نصرًا حاسمًا. دُفعت مملكة هوبايكتشي إلى معقلها، وعانت هناك من هزيمة مدمرة في هونغسونغ عام 934.

## الروابط الدبلوماسية
بسعي وانغ غون للحفاظ على الشرعية عبر روابط دبلوماسية مع شمال الصين، سعى جيون هون لفعل نفس الأمر من خلال الحفاظ على روابط مع حكام جنوب الصين، وتحديدًا وويو. على أي حال، بسبب تزامن وجود مملكة هوبايكتشي خلال الفترة المضطربة للأسر الخمس والممالك العشر في الصين، لم يتمكن أي طرف من استثمار هذه الروابط في الدعم العسكري.

## سقوطها
بعد أن عُزل من قِبل أبنائه عام 935 وفر إلى غوريو، قاد جيون هون بنفسه الجيوش ضد هوبايكتشي. إلى جانب وانغ غون، تُفيد سامغنغ يُسّا أنه قاد جيشًا بتعداد 100,000 ضد مملكته السابقة. التقى جيشا الغوريو والهوبايكتشي في سونسان، تُعد اليوم جزءًا من مدينة غومي في مقاطعة غيونغسانغ الشمالية، ودُمرّت قوات الهوبايكتشي. وهكذا سقطت مملكة هوبايكتشي في النهاية عام 936، بعد سنةٍ من تسليم الملك جيونغسان مملكة شلا إلى وانغ غون. وبالتالي علّمت معركة سونسان نهاية فترة الممالك الثلاث اللاحقة.
بأسلوبه الخاص الكريم المميز، منح وانغ غون لقبًا للقائد المهزوم سينغوم. أُرسل أشقاء سينغوم الأصغر يانغوم ويونغوم، المُعتقد بأنهما السبب وراء الانقلاب، إلى المنفى.